# La Mort du travailleur
Pour plus de détails, voir Fiche technique et Distribution.
La Mort du travailleur (titre original : Workingman’s Death) est un film documentaire germano-autrichien de Michael Glawogger, sorti en 2005.

## Synopsis
Le film montre cinq exemples de travail physique intense dans des conditions extrêmes dans différents lieux dans le monde. Il est divisé en cinq épisodes qui se déroulent en Ukraine, en Indonésie, au Nigeria, au Pakistan et en Chine. Les personnes filmées parlent dans leurs langues d'origine : pachto, yoruba, allemand, anglais, igbo, indonésien, javanais, mandarin, russe.
Le premier épisode, intitulé Héros montre des mineurs ukrainiens ainsi que des aperçus de leur milieu familial comme lors d'un mariage. On y aperçoit aussi une statue fleurie en hommage à Alekseï Stakhanov.
Dans le deuxième épisode, Fantômes, on va en Indonésie, où les travailleurs extraient le soufre du volcan actif Ijen ou portent les lourds bagages des nombreux touristes dans les cols de montagne.
Dans le troisième épisode, Lions, on va dans un abattoir à ciel ouvert au Nigéria entre les flots de sang et les fumées toxiques.
Le quatrième épisode montre au Pakistan les soudeurs venus du monde entier, loin de leurs familles, démonter d'énormes cargos désarmés. Le titre de Frères se réfère à la relation de solidarité qui se développe entre les hommes dans leur travail dangereux.
Futur est le titre du dernier épisode, il montre des métallurgistes chinois. Ils disent être très heureux de leur travail et très optimistes pour l'avenir de la République populaire de Chine émergente. Par ailleurs, sont interviewés de jeunes Chinois qui gardent un monument commémoratif de la guerre qui semble désuet.
Le film se conclut par un épilogue : une visite avec des adolescents allemands du parc paysager de Duisbourg Nord, une ancienne aciérie près de Duisbourg devenue un jardin et un parc d'attraction très fréquentés.

## Fiche technique
- Titre : La Mort du travailleur
- Titre original : Workingman’s Death
- Réalisation : Michael Glawogger
- Scénario : Michael Glawogger
- Musique : John Zorn
- Photographie : Wolfgang Thaler
- Montage : Ilse Buchelt, Monika Willi
- Production : Pepe Danquart, Erich Lackner, Mirjam Quinte
- Société de production : Arte, Lotus Film, Medien- und Filmgesellschaft Baden-Württemberg (de), Quinte Film, Vienna Film Financing Fund, Österreichischer Rundfunk, Österreichisches Filminstitut
- Pays de production :  Autriche,  Allemagne
- Format : Couleurs - 1,85:1 - Dolby Digital - 35 mm
- Genre : Documentaire
- Durée : 126 minutes
- Dates de sortie : 
  - Autriche : 25 novembre 2005
  - Allemagne : 27 avril 2006

## Récompenses
- Prix du jury de la Fédération internationale de la presse cinématographique au Festival international du film documentaire et du film d'animation de Leipzig en 2005
- Grierson Award au Festival du film de Londres en 2005
- Meilleur film documentaire au Festival international du film d'Erevan en 2006
- Prix du film allemand du meilleur documentaire en 2007